# OS/360
In informatica OS/360 è un sistema operativo sviluppato dalla IBM (International Business Machines) nel 1966. Era utilizzato dagli elaboratori della serie System/360, lanciata nel 1963 dalla casa americana di macchine da calcolo.

## Storia
L'utilizzo dello stesso sistema operativo per i calcolatori dell'intera serie favorì la sua diffusione iniziale, poiché permetteva alle aziende di sostituire modelli arretrati con modelli più nuovi della stessa serie, senza modificare i programmi già sviluppati e funzionanti negli elaboratori utilizzati in precedenza. Questo era reso possibile anche grazie al fatto che IBM introdusse per la serie simulatori ed emulatori già utilizzati nei precedenti modelli.
L'OS/360 utilizzava una memoria “a pagine”, introdotta in quegli anni, quando si iniziarono ad usare memorie a nuclei di ferrite, veloci, ma relativamente costose, accanto alle più lente, ma meno costose, memorie a tamburo magnetico. La memoria era suddivisa in pagine e solamente quelle che contenevano le informazioni utilizzate in quel momento stavano nelle memorie a nuclei di ferrite, mentre le altre risiedevano nelle memorie a tamburo magnetico. Quando era necessario recuperare una pagina dalle memorie a tamburo magnetico, il programma si interrompeva ed il sistema operativo recuperava la pagina richiesta (operazione di page in).
L'OS/360 era costituito da milioni di righe di codice assembler e conteneva centinaia di errori, che rendevano necessarie versioni sempre nuove. I primi tre modelli di OS/360 furono il PCP, che permetteva l'esecuzione di un singolo programma, soppiantato poi dai successivi MVT e MFT, che permettevano invece l'esecuzione di più programmi contemporaneamente.

## Evoluzioni
MVT e MFT sono le versioni successive del sistema operativo. L'MFT è una versione migliorata dell'MVT (Multiprogramming with a Variable number of Tasks) che presentava ancora diversi problemi.